# Champion 8 Decathlon
El Champion 8 Decathlon, constituyó una mejora del Citabria, en la búsqueda de una aeronave similar, pero con mejor capacidad acrobática.

## Especificaciones

### Características generales
- Tripulación: 2
- Longitud: 7 m (23 ft)
- Envergadura: 9,8 m (32,2 ft)
- Altura: 2,3 m (7,5 ft)
- Superficie alar: 15,7 m² (169 ft²)
- Perfil alar: NACA 1412
- Peso vacío: 608 kg (1340 lb)
- Peso útil: 276 kg (608,3 lb)
- Peso máximo al despegue: 885 kg (1950,5 lb)
- Planta motriz: 1× motor bóxer Lycoming AEIO-360-H1B.
  - Potencia: 134 kW (185 HP; 182 CV)
- Hélices: 1× bipala de velocidad constante por motor.

### Rendimiento
- Velocidad nunca excedida (Vne): 321,9 km/h (200 MPH; 174 kt)
- Velocidad máxima operativa (Vno): 249 km/h (155 MPH; 134 kt)
- Velocidad crucero (Vc): 206 km/h (128 MPH; 111 kt) a 55% de poder
- Velocidad de entrada en pérdida (Vs): 85,3 km/h (53 MPH; 46 kt)
- Alcance: 906 km (489 nmi; 563 mi)
- Techo de vuelo: 4816 m (15 800 ft)
- Régimen de ascenso: 6,5 m/s (1280 ft/min)
- Carga alar: 52 kg/m² (10,7 lb/ft²)
- Potencia/peso: 6,1 kg/kW (10 lb/hp)